# Sara Balzer
Sara Balzer, född 3 april 1995, är en fransk fäktare som tävlar i sabel.

## Karriär
I juli 2021 vid OS i Tokyo var Balzer en del av Frankrikes lag tillsammans med Cécilia Berder, Manon Brunet och Charlotte Lembach. Laget tog silver i lagtävlingen i sabel efter att ha förlorat finalen mot det ryska olympiska laget med 41–45.
I juni 2022 vid EM i Antalya tog Balzer guld tillsammans med Sarah Noutcha, Caroline Queroli och Malina Vongsavady i lagtävlingen i sabel. Hon tog även ett individuellt brons i sabel. Följande månad vid VM i Kairo tog Balzer silver tillsammans med Sarah Noutcha, Anne Poupinet och Caroline Queroli i lagtävlingen i sabel.